# 翟宏如
翟宏如（1927年—），男，山西文水人，中国固体物理学家，南京大学教授，曾任江苏省物理学会副理事长。